# فلورنسيو غاسكون
فلورنسيو غاسكون (بالإسبانية: Florencio Gascón)‏ هو عداء سريع إسباني، ولد في 24 يناير 1964 في مدريد في إسبانيا.

## وصلات خارجية
- فلورنسيو غاسكون على موقع الاتحاد الدولي لألعاب القوى (الإنجليزية)
- فلورنسيو غاسكون على موقع أوليمبيديا (الإنجليزية)